# Chris Smith (amerikansk politiker)

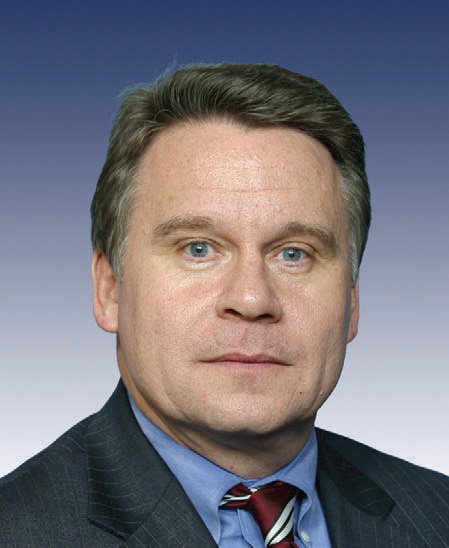
Chris Smith

Christopher Henry "Chris" Smith, född 4 mars 1953 i Rahway, New Jersey, är en amerikansk politiker. Han representerar delstaten New Jerseys fjärde distrikt i USA:s representanthus sedan 1981.
Smith avlade 1975 sin kandidatexamen vid Trenton State College (numera The College of New Jersey). Han utmanade sittande kongressledamoten Frank Thompson i demokraternas primärval inför kongressvalet 1978 och förlorade stort. Han bytte 1980 parti till republikanerna och utmanade Thompson på nytt. Thompson förväntades vinna även den gången men blev inblandad i en skandal och Smith vann valet som republikanernas kandidat. Han har omvalts fjorton gånger.